# درمش (عفرين)
درمش قرية سوريّة تتبع إداريّاً لمحافظة حلب منطقة عفرين ناحية شيخ الحديد، بلغ تعداد سكانها 565 نسمة حسب التعداد السكاني لعام 2004.